# Ришаров парадокс
Ришаров парадокс је настао 1905. године и добио је име по свом творцу математичару Ришару.
Посматрајмо скуп природних бројева и на њему све особине дужине један. Ове особине затим поређамо у један низ и нумеришемо их, нпр. овако:
1. број је дељив са 2
2. број је прост
3. број је једнак 5
4. број је квадрат простог броја
5. број је дељив са 5

Приметимо да у неким случајевима број има својство које кодира, а у неким случајевима нема. Зато уведимо дефиницију: Број је Ришаров ако нема својство које кодира. Видимо да у горњем примеру бројеви 1 и 3 јесу Ришарови, док 2, 4 и 5 нису. 
Особина број је Ришаров је такође једна особина дужине један на скупу природних бројева па ће се и она наћи у овом низу особина под неким бројем, нека је то број m. Да ли је број Ришаров? Ако јесте, онда нема својство које кодира, а то значи да није Ришаров број, што је парадокс. Ако број није Ришаров онда нема својство које кодира што по дефиницији значи да јесте Ришаров, па је и ово немогуће.
Ришаров парадокс је тесно повезан са Раселовим парадоксом и са другим парадоксима који су се јављали почетком 20. века у наивној теорији скупова математичара Кантора. Ови парадокси су озбиљно пољуљали темеље тадашње математичке науке.